# 奧卡伊·約庫什盧
奧卡伊·約庫什盧（土耳其語：Okay Yokuşlu，發音：[okaj jokuʃɫu]；1994年3月9日—），土耳其足球運動員，司職中場，現效力於英冠球會西布朗，土耳其國家足球隊成員。

## 俱樂部生涯
2019年，西甲球隊切爾達從土超球隊特拉布宗體育簽下約庫什盧，轉會費達到600萬歐元。
2021年2月，英超球隊西布朗租借西甲球隊切爾達中場約庫什盧，雙方簽約至賽季末。

## 國家隊生涯
約庫什盧曾代表土耳其U20國家隊參加2013年國際足協U-20世界盃，期間他曾為國家隊貢獻一粒進球。2015年，他加入成年國家隊。

## 外部連結
- 奧卡伊·約庫什盧－UEFA國際賽競賽紀錄
- 奧卡伊·約庫什盧 – FIFA國際賽競賽紀錄 (存檔)
- 奥卡伊·约库什卢 （页面存档备份，存于）在Eurosport中的档案